# Massimo Donati (football)
Pour les articles homonymes, voir Donati et Massimo Donati.
Cet article concerne le footballeur. Pour le coureur cycliste, voir Massimo Donati (cyclisme).
Massimo Donati est un ancien joueur de football italien (né le 26 mars 1981 à Sedegliano, en province d'Udine). Il jouait au poste de milieu de terrain devenu entraîneur.

## Biographie
Massimo Donati est un pur produit du prolifique centre de formation de l'Atalanta. C'est avec le club lombard qu'il va faire ses débuts chez les professionnels lors de la saison 1999-2000. L'équipe est alors en Serie B. Avec ses 20 matchs joués pour 1 but, il contribue à faire remonter le club, 4e. Cette montée lui permet de faire ses débuts dans l'élite la saison suivante, 2000-01, lors du match Atalanta-Lazio de Rome. Il jouera avec encore plus de continuité (26 matchs, 1 but) lors de cette saison, alors que le club se classera à une 7e place. 
Annoncé comme un grand espoir du football italien, il signe à l'été 2001 chez les voisins du Milan AC pour 10 millions de lires. Il éprouvera de nombreuses difficultés à s'imposer chez les rouges et noirs qui terminent à la 4e place du championnat, et où Donati ne joue que 17 matchs sans marquer. Avec les Milanais, il fait ses débuts dans les compétitions européennes, en Coupe de l'UEFA, où le club est sorti en demi-finale par le Borussia Dortmund (0-4, 3-1) (7 matchs pour Donati). Le même sort est réservé aux Milanais en demi-finale de la Coupe d'Italie : défaite contre la Juventus FC (1-2, 1-1). À la fin de la saison, il participe au Championnat d'Europe de football espoirs 2002 où l'équipe est éliminée en demi-finale par la République tchèque (2-3).
N'ayant comblé les dirigeants du club, il est prêté la saison suivante, 2002-03, au Parme FC : il participe à 7 matchs pour 1 but, et marque aussi 1 but durant ses 3 matchs en Coupe de l'UEFA, son premier but continental, où le club est sorti dès le deuxième tour face aux Polonais du Wisla Cracovie (2-1, 1-4). En janvier, il est à nouveau prêté, cette fois au Torino Calcio, en grosse difficulté en championnat. Donati exhibe de bonnes prestations inscrivant 4 buts en 17 matchs, insuffisant toutefois pour éviter la rétrogradation du club en Serie B (18e place). 
Il est à nouveau prêté la saison suivante, 2003-04, toujours en Serie A, à l'UC Sampdoria, sans convaincre. Il joue 19 matchs sans marquer, le club termine 8e. Toujours de propriété du Milan AC, il est prêté lors des deux saisons suivantes au FC Messine Peloro, fraîchement promu en Serie A. Il participe activement à l'excellente première saison des Siciliens (34 matchs, 1 but) qui avec la 7e place s'affirme comme surprise du championnat, avant de terminer 17e la saison suivante, aux portes de la relégation (33 matchs, 1 but). Il effectue son dernier prêt lors de la saison 2006-07, où il retourne à l'Atalanta en tant que titulaire : il joue 32 matchs pour 1 but, l'équipe termine 8e. 
Le Milan AC se sépare définitivement de son milieu de terrain à l'été 2007 : Donati signe pour 4 ans en Écosse, au Celtic FC. Apprécié par son entraîneur Gordon Strachan, il est initialement titulaire au milieu de terrain, il jouera 27 matchs et marquera 3 buts dans le championnat qu'il remportera. Il ouvrira aussi son compteur en Champions League en marquant le but de la victoire en phase de poule contre le Chakhtar Donetsk (2-1). Le Celtic FC sera 2e de sa poule derrière justement le Milan AC avant d'être sorti en 8e de finale par le FC Barcelone (2-3, 0-1). Mais Donati sera progressivement mis de côté, ne jouant lors de la saison 2008-09 que quatre matchs en championnat et un en Ligue des champions. 
Désireux de jouer avec continuité, il signe à l'été 2009 chez les promus de l'AS Bari, avec qui il signe un contrat de 4 ans. Le 20 septembre 2009, il marque son premier but sous ses nouvelles couleurs lors du 4-1 contre son club formateur l'Atalanta. Ce sera son unique but de la saison, saison où il est un titulaire indiscutable en milieu de terrain. Il a joué 32 matchs durant cette saison 2009-10.
Le 18 juillet 2016, il rejoint Hamilton Academical.

## Palmarès
- 2008 - Vainqueur du Championnat d'Écosse avec le Celtic FC